# リース・シェアスミス
- リース・シェアスミス[1]
- リース・シアースミス

リース・シェアスミス（英: Reeson Wayne "Reece" Shearsmith、1969年8月27日 - ）は、英国の俳優、脚本家、コメディアン、プロデューサー、監督、マジシャン。ジェレミー・ダイソン、マーク・ゲイティス、スティーヴ・ペンバートンらと、シットコム・スケッチ番組『リーグ・オブ・ジェントルマン 奇人同盟!』を制作した。この番組では30以上の役を演じている。ペンバートンとは『サイコヴィル』を制作しているほか、2014年には『インサイド No.9』でコンビ再結成を果たした。

## 芸歴
「ザ・リーグ・オブ・ジェントルメン」としての活動は1995年の舞台活動に始まり、1997年にはBBC Radio 4で6話もののラジオシリーズ "On the Town with The League of Gentlemen"を制作している。また1999年には、テレビ番組『リーグ・オブ・ジェントルマン 奇人同盟!』の放送が開始された。テレビ番組は好評を博し、英国アカデミー賞テレビ部門、ロイヤル・テレビジョン・ソサエティ・アワード、名高いモントルー・金のバラ賞などを獲得している。
彼は別のコメディ作品 "Max and Paddy's Road to Nowhere" (en) に出演したほか、ヴィク・リーヴスとボブ・モーティマーのコメディ番組『キャタリック』では、狂気の悪人トニーを演じた。彼はまた、数々の賞を獲得したポップ・カルチャーコメディ『SPACED ～俺たちルームシェアリング～』に2話分出演し、ロボットとの戦いに困惑させられる国防義勇軍のデクスターを演じた。また、『ザ・ウィーケスト・リンク』を制作したフィンタン・コイルによる、BBC Twoのシットコム『TLC』では神経症の医者フリンを演じている。彼の「訳の分からないことをまくしたてる」芸は、『リーグ・オブ・ジェントルマン』でのパパ・ラザルーなど、自身が演じる気味の悪いキャラクターに存分に活かされている。
2006年3月から2007年1月にかけては、ウェスト・エンド・シアターで上演された『プロデューサーズ』に出演し、レオ・ブルームを演じている。
2008年には、2006年にノルウェーで制作されたアニメ映画 "Free Jimmy" (en) の英語吹替を担当した。シェアスミスは暴走族「ラピッシュ・マフィア」のメンバーで、がっしりとした体格で奇妙に着飾るキャラクター、アンテ（諾: Ante）を演じている。この作品では、「ザ・リーグ・オブ・ジェントルマン」のスティーヴ・ペンバートン、マーク・ゲイティスと共演している。
『サイコヴィル』はBBC Twoで2009年に放送された。この番組は『リーグ・オブ・ジェントルマン』でもコンビを組んでいたペンバートンと共同制作したものである。2人はこのシリーズで主演を務め、数々の役をこなしている。
2010年、シェアスミスはジョン・ランディスによるブラック・コメディ『バーク アンド ヘア』に出演した。同じ年には、「ザ・リーグ・オブ・ジェントルマン」のジェレミー・ダイソン、マジシャンのアンディ・ナイマンが制作した舞台、『ゴースト・ストーリーズ』で主演した。
2011年には、ウェスト・エンドで封切られたキャメロン・マッキントッシュの新作ミュージカル『ベティー・ブルー・アイズ』に出演し、サラ・ランカシャーの相手役として、妻に虐げられる足治療医chiropodistのギルバート・チルヴァース（英: Gilbert Chilvers）を演じた。同じ年の5月には『サイコヴィル』の第2シリーズが放送され、ペンバートンと再び主演を務めたほか、イメルダ・スタウントンなどと共演している。
2012年には、サム・ベイン、ジェシー・アームストロングが書いたコメディ・シリーズ『バッド・シュガー』で主演を務めた。この番組ではオリヴィア・コールマンやジュリア・デイヴィスと共演している。
2013年11月には、ドキュメンタリー・ドラマ "An Adventure in Space and Time" (en) で、2代目ドクター役のパトリック・トラウトンを演じた。この作品は『ドクター・フー』の構想と制作に焦点を当てたもので、マーク・ゲイティスが脚本を担当している。
2014年2月に放送された『ハウス・オブ・フールズ』 (House of Fools) の第1シリーズ最終話には、「マーティン」という名の幽霊として登場し、ヴィク・リーヴス、ボブ・モーティマーと再共演している。同じ年には、ITVのドラマ・シリーズ『ウィドワー』で、殺人鬼のマルコム・ウェブスターを演じた。同じ年の6月には、彼がベン・ウィートリーの新作映画『ハイ・ライズ』でネイサン・スティールを演じることが報じられた。同じく2014年には、ITVの失踪者をテーマにしたドラマシリーズ "Chasing Shadows" (en) で刑事のストーン巡査部長を演じている。
2015年2月、BBC Radio 4の番組 "Chain Reaction" で、シェアスミスはアダム・バクストンのインタビューを受けた。2015年7月17日には、マーティン・マクドナーの戯曲『ハングメン』にキャスティングされたと報じられた。この作品はマシュー・ダンスターが監督を務め、ロイヤル・コート劇場で、9月10日から10月10日まで上演された。2015年には、『ドクター・フー』第9シリーズ (en) のエピソード "Sleep No More" (en) に出演し、ゲーガン・ラスムッセン教授を演じた。
2016年2月には、ダークコメディ・スリラーのミニシリーズ、"Stag" (en) に出演している。

## 私生活
ブレットン・ホール・ドラマ・スクール（英: Bretton Hall drama school）を卒業した。
2001年に結婚し、妻ジェーンとの間に息子と娘の2人の子供がいる。

## フィルモグラフィ
| 年          | 邦題 原題                                                                         | 役名 （不明時は「俳優」と表記）              | 備考 |
| ----------- | --------------------------------------------------------------------------------- | -------------------------------------------- | --- |
| 1995        | Alas Smith and Jones (en)                                                         | 俳優                                         | |
| 1995        | リーグ・オブ・ジェントルマン 奇人同盟! 舞台版 The League of Gentlemen Stage Show  | 脚本家 / 俳優                                | 『リーグ・オブ・ジェントルマン』シリーズ                                                                                    |
| 1995        | P.R.O.B.E.                                                                        | アンドリュー・パウエル                       | マーク・ゲイティスによる『ドクター・フー』のスピンオフ作品 "The Devil of Winterborne"（意味：ウィンターボーンの悪魔）に出演 |
| 1996        | Friday Night Armistice (en)                                                       | パフォーマー                                 | |
| 1996        | P.R.O.B.E.                                                                        | アンドリュー・パウエル                       | マーク・ゲイティスによる『ドクター・フー』のスピンオフ作品 "The Ghost of Winterborne"（意味：ウィンターボーンの幽霊）に出演 |
| 1997        | In the Red (en)                                                                   | 放送ジャーナリスト                           | 3話 |
| 1997        | Mash and Peas do U.S. (en)                                                        | 俳優                                         | |
| 1997        | Auton (en)                                                                        | ダニエル・マシューズ博士                     | |
| 1997        | On The Town With The League Of Gentlemen                                          | 脚本家 / 俳優                                | ラジオ番組、『リーグ・オブ・ジェントルマン』シリーズ                                                                        |
| 1998        | Auton 2: Sentinel                                                                 | ダニエル・マシューズ博士                     | |
| 1998        | Lenny Henry Goes to Town                                                          | 俳優                                         | レニー・ヘンリーの番組 |
| 1998        | In the Red                                                                        | 放送ジャーナリスト                           | |
| 1998        | Alexei Sayle's Merry-Go-Round (en)                                                | フィリップ・アーサーズ Philip Arthurs        | |
| 1999        | リーグ・オブ・ジェントルマン 奇人同盟! The League of Gentlemen, Series 1          | 脚本家 / 複数役                              | 『リーグ・オブ・ジェントルマン』第1シリーズ                                                                                 |
| 1999        | This Year's Love (This Year's Love)                                               | 旅行者                                       | |
| 2000        | A Local Show For Local People                                                     | 脚本家 / パフォーマー                        | |
| 2000        | リーグ・オブ・ジェントルマン 奇人同盟！ The League of Gentlemen, Series 2         | 脚本家 / 複数役                              | 『リーグ・オブ・ジェントルマン』第2シリーズ                                                                                 |
| 2000        | リーグ・オブ・ジェントルマン 奇人同盟！ The League of Gentlemen Christmas Special | 脚本家 / 複数役                              | 『リーグ・オブ・ジェントルマン』クリスマス・スペシャル                                                                      |
| 2000        | Randall and Hopkirk (Deceased) (en)                                               | ヘリウム・ハリー Helium Harry                | "Two Can Play at That Game" に出演                                                                                          |
| 2000        | The League of Gentlemen - A Local Book For Local People                           | 脚本家                                       | 『リーグ・オブ・ジェントルマン』シリーズ                                                                                    |
| 2001        | SPACED ～俺たちルームシェアリング～ Spaced                                        | デクスター Dextor                            | 2話 |
| 2001        | バースデイ・ガール Birthday Girl                                                  | ポーター                                     | |
| 2001        | A Local Show for Local People                                                     | 脚本家 / パフォーマー                        | Theatre Royal, Drury Lane (en)                                                                                              |
| 2002        | リーグ・オブ・ジェントルマン 奇人同盟！ The League of Gentlemen, Series 3         | 脚本家 / 複数役                              | 第3シリーズ |
| 2002        | TLC                                                                               | ローレンス・フリン医師 Dr. Laurence Flynn    | |
| 2002        | The League of Gentlemen, The Making Of Series 3                                   | プレゼンター                                 | 『リーグ・オブ・ジェントルマン』シリーズ                                                                                    |
| 2002        | Art (en)                                                                          | パフォーマー                                 | ホワイトホール・シアター Whitehall Theatre                                                                                  |
| 2002        | Robbie the Reindeer: Legend of the Lost Tribe (en)                                | 声優                                         | |
| 2003        | Mash and Peas                                                                     | 俳優                                         | |
| 2004        | キャタリック Catterick                                                            | トニー Tony                                  | |
| 2004        | ショーン・オブ・ザ・デッド Shaun of the Dead                                      | マイク Mike                                  | |
| 2004        | The All Star Comedy Show - Monkey Trousers (en)                                   | 複数役                                       | |
| 2004        | Max & Paddy's Road to Nowhere (en)                                                | 俳優                                         | |
| 2005        | 銀河ヒッチハイク・ガイド The Hitchhiker's Guide to the Galaxy                     | 声優                                         | 「ザ・リーグ・オブ・ジェントルメン」として                                                                                  |
| 2005        | The League of Gentlemen's Apocalypse (en)                                         | 脚本家 / 複数役                              | 『リーグ・オブ・ジェントルマン』シリーズ、映画作品                                                                          |
| 2005        | お気に召すまま As You Like It                                                     | 俳優                                         | ウィンダム・シアター Wyndham's Theatre                                                                                      |
| 2005        | The League of Gentlemen Are Behind You! (en)                                      | 脚本家 / 複数役                              | 複数劇場で公演 『リーグ・オブ・ジェントルマン』シリーズ                                                                     |
| 2006        | プロデューサーズ The Producers                                                    | レオ・ブルーム                               | Theatre Royal, Drury Lane                                                                                                   |
| 2007        | アガサ・クリスティー ミス・マープル Miss Marple: Ordeal by Innocence              | ヒュイッシ警部補                             | 『無実はさいなむ』に出演 |
| 2007        | The Abbey (en)                                                                    | ドクター・ダレン                             | |
| 2007        | Modern Men                                                                        | パフォーマー                                 | |
| 2007        | Ladies and Gentlemen: Comedy Showcase (en)                                        | フレディ Freddie                             | "Comedy Showcase" シリーズ 第1シリーズ第2話の "Ladies and Gentlemen" に出演                                                 |
| 2007        | Christmas at the Riviera (en)                                                     | アシュリー Ashley                            | |
| 2008        | カミング・アップComing Up                                                         | 運転手                                       | "Lickle Bill Um" に出演 |
| 2008        | The Cottage (en)                                                                  | ピーター Peter                               | |
| 2008        | The Common Pursuit (en)                                                           | パフォーマー                                 | メニエール・チョコレート・ファクトリー Menier Chocolate Factory                                                             |
| 2008        | Free Jimmy (en)                                                                   | アンテ（声） Ante                            | |
| 2009        | サイコヴィル Psychoville                                                          | 脚本家 / 俳優                                | |
| 2009        | Comedians                                                                         | パフォーマー                                 | リリック・シアター Lyric Hammersmith                                                                                        |
| 2009        | Would I Lie to You? (en)                                                          | パフォーマー                                 | |
| 2010        | 月世界最初の人間 The First Men in the Moon                                        | 月（カメオ出演）                             | |
| 2010        | バーク アンド ヘア Burke and Hare                                                 | マッケンジー巡査部長 Sergeant Mackenzie      | |
| 2010        | The Bear                                                                          | ルカ / Luca                                  | |
| 2010        | Good Boy                                                                          | アンダードッグ Underdog                      | |
| 2011        | ベティー・ブルー・アイズ Betty Blue Eyes                                          | ギルバート・チルヴァース Gilbert Chilvers    | The Novello Theatre |
| 2012        | Comedy Showcase - The Function Room                                               | 俳優                                         | |
| 2012        | Swiftcover SwiftBrothers 宣伝キャンペーン                                         | 声優                                         | |
| 2012        | Absent Friends                                                                    | パフォーマー                                 | |
| 2012        | ホロウ・クラウン 嘆きの王冠 The Hollow Crown                                      | デイヴィー Davey                             | ヘンリー四世 第2部に出演 |
| 2012        | Him Indoors                                                                       | グレゴリー・ブリュースター Gregory Brewster  | |
| 2012        | Silent Night of the Living Dead                                                   | 俳優                                         | |
| 2013        | ア・フィールド・イン・イングランド A Field in England                             | ホワイトヘッド Whitehead                     | |
| 2013        | Comedy Showcase - Bad Sugar                                                       | グレッグ Greg                                | |
| 2013        | An Adventure in Space and Time (en)                                               | パトリック・トラウトン役                     | |
| 2013        | ワールズ・エンド 酔っぱらいが世界を救う! The World's End                          | 反逆者 Collaborator                          | |
| 2014 – 現在 | インサイド No.9 Inside No 9                                                       | 複数役 / 脚本 / 監督                         | |
| 2014        | ウィドワー The Widower                                                            | マルコム・ウェブスター Malcolm Webster       | |
| 2014        | Chasing Shadows (en)                                                              | 巡査部長刑事ショーン・ストーン DS Sean Stone | |
| 2014        | Dead Funny: Horror Stories by Comedians                                           | 脚本家                                       | |
| 2015        | Peter Kay's Car Share                                                             | 魚売りのレイ Ray the Fishmonger              | |
| 2015        | ハイ・ライズ (映画) High-Rise                                                     | ネイサン・スティール Nathan Steele           | |
| 2015        | ドクター・フー Doctor Who                                                         | ゲーガン・ラスムッセン教授 Gagan Rassmussen  | 第9シリーズ "Sleep No More" (en) に出演                                                                                     |
| 2016        | ギャラヴァント Galavant                                                           | スポリンのネオ Neo of Sporin                 | |
| 2016        | Stag (en)                                                                         | ウェンディ Wendy                             | |
| 2016        | Mid Morning Matters with Alan Partridge (en)                                      | ジャスパー・ジョーンズ Jasper Jones          | |
| 2019        | グッド・オーメンズ                                                                | ウィリアム・シェークスピア                   | テレビドラマシリーズ |
| 2021        | ファウンデーション Foundation                                                     | ジェリル                                     | テレビドラマシリーズ |
| 2021        | イン・ジ・アース In the Earth                                                     | ザック                                       | |